# Stadio Carlo Castellani
Das Stadio Carlo Castellani (durch Sponsoring offiziell Stadio Carlo Castellani – Computer Gross Arena) ist ein Fußballstadion mit Leichtathletikanlage in der italienischen Stadt Empoli, Region Toskana.

## Geschichte
Das Stadion wird überwiegend vom Fußballclub FC Empoli genutzt und wurde am 12. September 1965 eröffnet. Es bietet heute 16.284 Zuschauern Platz. Es wurde nach Carlo Castellani, einem ehemaligen Spieler des Vereins, der während des Zweiten Weltkrieges im Jahre 1944 KZ Gusen ums Leben kam, benannt.
Das Stadio Carlo Castellani ist nicht rundum geschlossen, sondern besteht aus mehreren Tribünenelementen, die die Leichtathletikbahn und das Fußballfeld umgeben. Die aus zwei Rängen bestehende Haupttribüne bietet rund 5.500 Zuschauern Platz und ist als einzige größtenteils überdacht. Auf der Gegengerade, die einzige Tribüne die ausschließlich den einheimischen Fußballanhängern vorbehalten ist, sowie auf den sehr provisorisch wirkenden Stahlrohrtribünen hinter den Toren wurde dagegen komplett auf eine Überdachung verzichtet.
Nachdem sich der FC Empoli in der Saison 2006/07 für den UEFA-Pokal qualifiziert hatte, wurden einige Teile des Stadions erneuert, um den Auflagen der UEFA zu genügen. Am Wettbewerb nahm der Verein aufgrund fehlender Erlaubnis der UEFA dennoch nicht teil.
Im August 2015 stellte der FC Empoli Pläne zum Umbau des Stadions vor. Diese sehen unter anderem die Entfernung der Leichtathletikanlage und den Bau von neuen Hintertortribünen vor, um das Stadion mehr auf die Nutzung für den Fußball auszurichten. Die Haupt- wie die Gegentribüne sollen in ihrer Form bestehen bleiben. Mit den Maßnahmen soll das Platzangebot auf über 20.000 gesteigert werden. Nach den Plänen sollte der Umbau im Frühjahr 2016 beginnen und nicht mehr als elf Mio. Euro kosten. Anfang Juni 2016 kündigte Geschäftsführer Francesco Ghelfi an, das die endgültigen Pläne am 1. August 2016 vorgelegt werden. Der Verein habe mehrere Möglichkeiten geprüft, die anfänglichen Planungen seien aber am realistischsten in der Umsetzung. Der Umbau mit den neuen Tribünen sowie modernen V.I.P.-Logen würde nach neueren Berechnungen jedoch mindestens 15 Mio. Euro kosten.
Im Juli 2023 erweiterte der Trikotsponsor Computer Gross sein Engagement und wurde auch Namensgeber des Stadio Carlo Castellani. Der neue Vertrag geht über drei Jahre. Die Heimat des FC Empoli heißt Stadio Carlo Castellani – Computer Gross Arena. Der Vertrag soll die geplante Renovierung des Stadions voranbringen. Ende 2023 soll der Finanzierungsplan stehen und 2024 der Spatenstich erfolgen.
Im Juli 2024 stellte der FC Empoli Pläne für eine Renovierung des Stadions für rund 45 Millionen Euro vorgestellt. Im Zeitraum von 29 bis 36 Monaten soll aus der Spielstätte mit Leichtathletikanlage ein modernes Fußballstadion mit Tribünen bis an den Spielfeldrand und einem gesteigerten Angebot von 18.600 Plätzen werden. Während des Umbaus soll der Spielbetrieb fortlaufen können. Es ist ein Besucherbereich und eine Parkplatzfläche mit 1300 Stellplätzen geplant.

## Galerie

Haupttribüne des Stadions (2015)
Gegengerade des Stadions